# Cristian Badilla
Cristian Badilla (ur. 11 lipca 1978) – kostarykański piłkarz występujący na pozycji pomocnika.

## Kariera klubowa
Badilla karierę rozpoczynał w 2001 roku w zespole CS Herediano. Jego barwy reprezentował przez 6 lat. W 2007 roku odszedł do drużyny Municipal Pérez Zeledón. Przez rok rozegrał tam 15 spotkań i zdobył 1 bramkę. W 2008 roku został graczem klubu Universidad de Costa Rica.

## Kariera reprezentacyjna
W reprezentacji Kostaryki Badilla zadebiutował w 2004 roku. W tym samym roku został powołany do kadry na turniej Copa América. Zagrał na nim w meczach z Paragwajem (0:1), Brazylią (1:4), Chile (2:1) oraz Kolumbią (0:2), a Kostaryka odpadła z rozgrywek w ćwierćfinale.
W latach 2004–2005 w drużynie narodowej Badilla rozegrał łącznie 15 spotkań.